# III Inspekcja Armii Cesarstwa Niemieckiego
III Inspekcja Armii Cesarstwa Niemieckiego (niem. III. Armeeinspektion) – jedna z inspekcji armii Cesarstwa Niemieckiego.

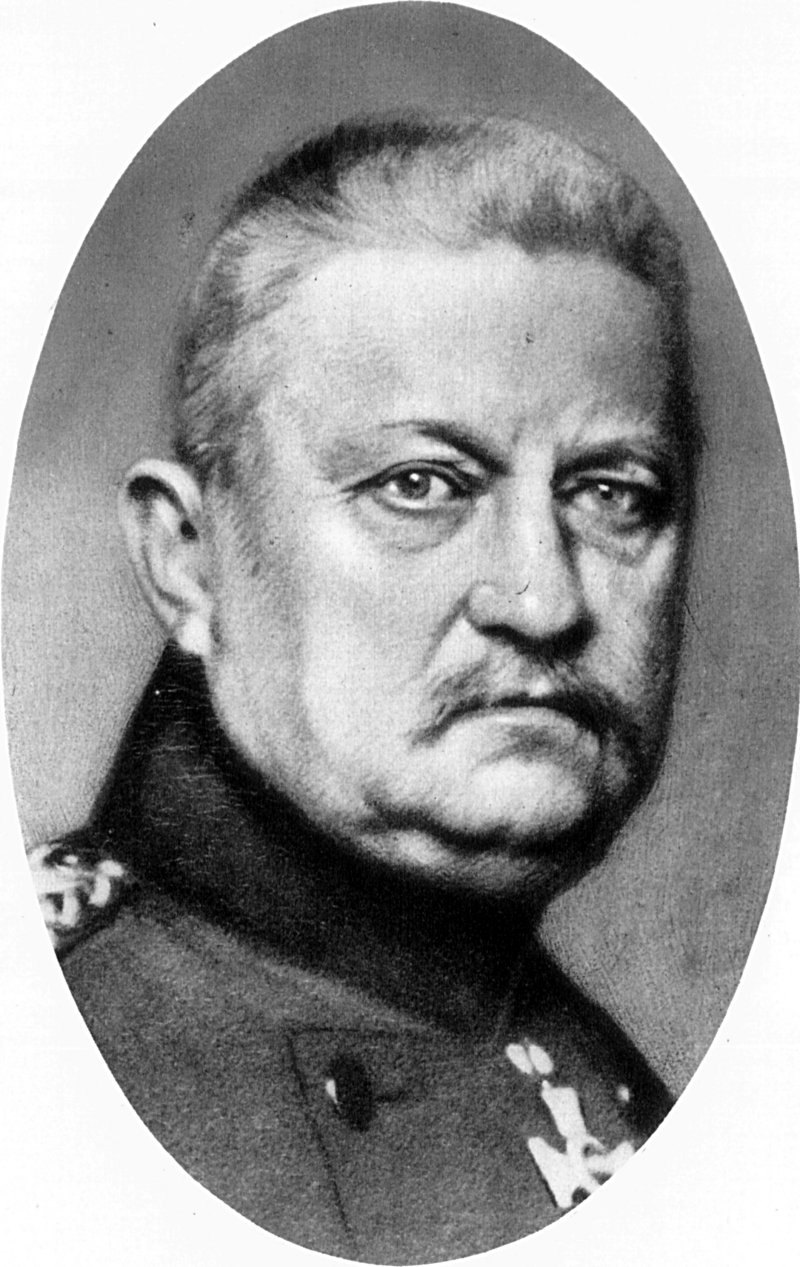
Karl von Bülow

## Stan na rok 1889
- Generalny Inspektor: gen. piechoty, wielki książę Ludwik IV Heski
- Miejsce stacjonowania: Darmstadt
- Podległe korpusy armijne:
  - VII Korpus Armijny
  - VIII Korpus Armijny
  - IX Korpus Armijny

## Stan na rok 1906
- Generalny Inspektor: gen. piechoty Oskar Olof Fromhold Friedrich von Lindequist
- Miejsce stacjonowania: Hanower
- Podległe korpusy armijne:
  - VII Korpus Armijny
  - VIII Korpus Armijny
  - IX Korpus Armijny
  - XVII Korpus Armijny
  - XIII Królewsko-Wirtemberski Korpus Armijny

## Stan na rok 1914
- Generalny Inspektor: Generaloberst Karl von Bülow
- Miejsce stacjonowania: Hanower
- Podległe korpusy armijne:
  - VII Korpus Armijny – Münster
  - IX Korpus Armijny – Altona
  - X Korpus Armijny – Hanower